# Zumbers
Zumbers è un cartone animato in computer grafica 3D prodotto dalla Motion Pictures/ANERA Film e rivolto ai bambini in età pre-scolare: in Italia è stato trasmesso su Rai YoYo nell'aprile 2009.

## Trama
I cinque protagonisti, ognuno con il suo proprio mezzo di trasporto, a turno devono scoprire le figure che si formano dall'itinerario che percorrono mangiando venti ciambelle, insegnando ai bimbi a contare e a riconoscere oggetti e animali. I personaggi non parlano e l'unica voce è quella di un bambino che conta i numeri fino a venti e che, al termine del percorso, indica il nome dell'oggetto che si è formato.

## Personaggi
Ogni episodio si apre con la presentazione dei 5 personaggi, tutti animali di grossa stazza, ne viene scelto uno il quale si mette in posizione ed è "sparato" su una specie di montagna russa per darsi la spinta, quindi inizia il percorso come fosse una pista cifrata, analoga a quella che si trova sulle riviste di enigmistica. Ogni numero ha un palloncino che viene liberato quando il personaggio mangia la ciambella che vi è attaccata, al termine del percorso l'ultimo palloncino esplode e rivela l'oggetto o l'animale che si è formato. Soddisfatto del risultato, il personaggio torna al suo posto.
I personaggi sono 5, e precisamente:
- Cocodrula: è un coccodrillo femmina che mangia le ciambelle grazie all'aiuto dei suoi Principi-rana che guidano, senza fermarsi, la Carriola Reale.
- Mr Seamus: è un tricheco con una camicia hawaiana e un windsurf che guida una slitta trainata da quattro pinguini.
- Fantimus: è un elefante indiano che percorre la pista cifrata su una biga romana trainata da una lucertola.
- Lady Hippo: è un ippopotamo femmina che percorre il percorso delle ciambelle sul suo monopattino: è l'unica che non ha animaletti che la accompagnino.
- Mr. Rhino: è un rinoceronte che, assieme al suo ranocchio, percorre la pista cifrata esibendosi in un gioco circense di equilibrio di piatti e bicchieri.